# 南呂院
南呂院（なんりょいん、生没年不詳）は戦国時代の女性。佐竹義昭の娘。宇都宮広綱に嫁いだ。宇都宮国綱・結城朝勝の母。少将。広綱の死後、南呂院と称した。
天正4年（1576年）あるいは同8年（1580年）、夫・広綱が死去した際、跡を継いだ国綱が幼かったため、兄・佐竹義重と共にこれを後見した。この時期、家臣の壬生義雄や皆川広勝の内乱が活発化した。